# Кравченко Ярослав Охрімович
Яросла́в Охрі́мович Кра́вченко (21 січня 1955, Львів) — український мистецтвознавець. Член Національної спілки художників України (від 1988 року).

## Біографія
Народився в сім'ї видатного художника-бойчукіста Охріма Кравченка. 1981 року закінчив факультет мистецтвознавства Київського державного художнього інституту (нині НАОМА — Національна академія образотворчого мистецтва і архітектури). Його педагогами з фаху були Юрій Асєєв, Платон Білецький, Людмила Міляєва.
30 січня 1996 року в Українській академії мистецтв (Київ) захистив кандидатську дисертацію «Творчі методи народних майстрів-будівничих у дерев'яній церковній архітектурі Українських Карпат XVII — початку XX століть».
Батько відомої художниці Ольги Кравченко.